# Clipeus

Morfologia unei insecte din clasa Pentatomoidea:
A: cap; B: torace; C: abdomen. 1: gheară; 2: tars; 3: tibie; 4: femur; 8: ochi compus; 9: antenă; 10: clipeus; 23: tergit dorsal; 25: pronot; 26: scutel; 27: clavus; 28: corium; 29: embolium; 30: membrană.

Clipeusul (clypeus) la insecte repezintă o regiune (sau o sclerită) a capului în partea de jos a feței, între frunte și labrum. Dorsal, clipeusul este separat de față sau frunte prin sutura frontoclipeală la insectele primitive. Lateral, sutura clipeogenală delimitează clipeusul. Ventral este separat de labrum prin sutura clipeolabrală. Clipeusul este foarte variabil în mărime și formă. El este mare la insectele cu piese bucale pentru supt. Clipeusul deseori este divizat în clipeus anterior (anteclipeus) și clipeus posterior (postclipeus).